# Farrukh Hormizd V
Farrukh Hormizd V est un souverain perse, usurpateur de  la dynastie des Sassanides en 631.

## Origine
Farrukh Hormizd est un membre de la famille féodale parthe des Ispahbudhān qui règne de facto sur le Khorassan et dont le premier membre identifié est l'aspebedes Bawi ou Bāu (?) († vers 532), dont une sœur est l'épouse du roi Kavadh Ier, et qui est l'oncle maternel de Khosro Ier.
Shāpur (?), le fils de Bawi mis à mort par Hormizd IV en 586, est à son tour asparapet sous le règne de Khosro Ier ; il est également le père de Vistahm, Vinduyih et d'une fille, épouse d'Hormizd IV et mère de Khosro II.

## Règne
Fils de Vinduyih, Farrukh Hormizd est un des principaux personnages de la cour sous le règne de Bûrândûkht.
Après la tentative de prise du pouvoir par Chapour V, Farrukh Hormidz, qui se proclame « le chef du peuple et le pilier de l'Iran », se fait couronner et émet des monnaies d'argent à Istakhr dans le Fars et à Nahavand en Médie sous le nom de « Hormizd V », avec la légende « AUHRaMaZI AFZUN » c'est-à-dire « Hormizd le dispensateur de prospérité ». Afin de légitimer son pouvoir, il demande à la reine Azarmedûkht de l'épouser.
Cette dernière n'ose lui refuser et, selon Sébéos, elle attire Farrukh Hormidz V dans ses appartements en lui envoyant le message suivant : « Viens me rejoindre à minuit accompagné par un seul garde et je satisferai tes désirs ». La reine sollicite l'appui de la famille rivale des Mihranides en la personne de Siyavakhsh-i-Razi identifié avec Siyavakhsh-i Mihran-i Chubin († 631) et fait tuer le prétendant.
Le général Rostam Farrokhzad, fils de Farrukh Hormidz, occupe la capitale et, afin de venger son père, il fait aveugler puis tuer Azarmedûkht.

## Postérité
Farrukh Hormizd est le père de :
- Farrokhzad, († vers 665), gouverneur de Merv sous le roi Yazdgard III ;
- Rostam Farrokhzad, tué en 635, général en chef.